# Menstruations-skikke
Menstruations-skikke og -riter er en kulturs skik og brug i forbindelse med en kvindes menstruation samt dens særlige ceremonier udført ved en piges debut.

## Indfødte amerikanere i USA

### Skik og brug i præriestammer
I flere præriestammer søgte en kvinde traditionelt isolation og fred og ro i en lille menstruations-hytte:74  eller –tipi:45  stillet op et stykke fra resten af lejren.:59  Som hygiejnebind brugte de f.eks. skind udskåret af de vejrbidte og porøse flapper øverst på en kasseret tipi,:80  eller de anvendte lange, brede strimler blødt rådyrskind fastgjort til et skind bundet om hoften. Bindene kunne genbruges et vist antal gange efter vask.:91  Visse crower levede af vilde gulerødder under opholdet i tipien:45 , mens arikaraer drak et udtræk af bynkeblade eller –rødder for at lette den naturlige proces.:74 
Isolationen varede typisk fra tre til maximalt fire dage; muligvis blødte de fleste kvinder kun lidt som følge af de mange fysiske aktiviter forbundet med livet i en nomadisk lejr i 1800-tallet. Inden kvinderne vendte tilbage til dagliglivet, badede de og rensede sig i en indiansk røgelse af plantedele og måske også menstruations-tipien.:91 
Fra familie til familie i den samme stamme kunne der være delte meninger om måden at forholde sig på under perioden.:45  Det samme var gældende fra stamme til stamme: Hverken blackfoot kvinder:29  eller arapahoer gjorde brug af en isoleret menstruations-tipi, skønt de – af hensyn til andre – holdt sig på afstand af f.eks. syge mennesker samt tipier brugt til ceremonier.:72  En hidatsa med menstruation ved en ørnefangerlejr blev stik modsat tilkaldt til mændenes lejr, nat som dag. Lederen inviterede hende ind i fangerhytten og sang en sang, mens hun rensede sig i fire røgelser af rødmalet bynke. Riten garanterede fangerne mange ørne.:169 
Ved uregelmæssig menstruation brugte en lakota et dekokt af en særlig bynke (Artemisia frigida) som både ind- og udvortes middel. :134 

### Riter ved første menstruation
Indfødte piger fik deres første menstruation, når de var mellem ni:90  og seksten år gamle. Arikaraer vidste besked om de nye kropsfunktioner fra deres mor eller bedstemor,:79  mens mange arapahoer helst undgik emnet,:71  så den første blødning forskrækkede flere piger.:74 
Mens arapahoerne betragtede en piges forvandling til en ung kvinde (og potentiel hustru) som en helt privat sag,:71  skiltede familierne i andre stammer med den ved at afholde mere eller mindre åbne ceremonier.

#### Arikara
Efter en piges første menstruation arrangerede familien en ceremoni i byens ceremoni-hytte udført af en ældre, respekteret kvinde eller mand. Pigen aflagde først sit pigetøj og iført en ny, kort skind-nederdel fik hun hvid kropsfarve påført hele legemet.:80  Ceremonimesteren forklarede pigen om hendes fremtidige virke i stammen som en omhyggelig og betænksom kvinde, hvorefter han tiltrak universets styrende magters interesse for hende ved at stryge hende over hele kroppen med et bundt festgræs. Den lige udsprungne kvinde tog nysyet skindtøj på som en erstatningen for det aflagte pigetøj. Ceremoniens sidste højtidelige akt var en bøn om et langt og lydefrit liv i stammens midte for hende. Alle i ceremonihytten tog del i det afsluttende festmåltid.:81 

#### Oglala lakota
Blandt oglala lakotaerne kunne en piges forældre afholde den daglange Buffalo ceremoni enten lige efter hendes debut eller på et mere belejligt tidspunkt senere. Med ceremonien styrede familien pigen ind på vejen til at blive en ”Buffalo Woman” (”Bison kvinde”), hvis dyder det var at være en virksom, trofast og betænksom kvinde og i sidste ende hustru.:242  Ved at gennemføre ceremonien gjorde familien pigen til et mere tiltalende parti for en ung mand end visse andre ugifte kvinder i lejren.:253  (Andre kvinder kunne kompensere for den manglende ceremoni ved deres ulastelige gøren og laden til daglig).:243 
Ceremonien var mytologisk begrundet. Lakotaerne lærte den af en Buffalo Woman, der først reddede sine egne bortførte og vildledte døtre med ceremonien og derpå gav den videre til gavn for lakota folket.:241  Enhver lakota begunstiget med en vision om ceremonien kunne stå i spidsen for den; typisk en medicinmand.:244 
En debuterende pige tilbragte de første dage alene i en menstruations-tipi. Hun opsamlede omhyggeligt sit første blod i bind af skind foret med fnug fra den bredbladede dunhammer og dannede små bundter af dem.:66  Når blødningen stoppede, forlod hun tipien og skjulte bundterne i et vildt blommetræ, om muligt. Blommetræer var kendt for at bære meget frugt og forøgede rimeligvis på magisk vis kvindens evne til at få børn. Hun kunne endvidere blive begunstiget med en vision.:79  Ved at gemme bundtet i et træ forhindrede den unge kvinde samtidig den mytologiske ballademager Iktomi og hans snagende allierede, prærieulven, i at finde det. Prærieulven slugte fundne bundter for at vinde kontrol over kvinden sammen med Iktomi og derpå tvinge hende til at bringe skam over sig selv og familien ved at opføre sig tåbeligt og usømmeligt.:242  Pigen vaskede sig og rensede sig måske i en svedehytte til sidst.:243 
Selve ceremonien fandt sted i en specielt opstillet og helst ny tipi.:67  Foruden familien var der også plads til de indbudte samt en tromme/sang-gruppe. Jo flere gæster, desto større prestige vandt pigen.:243  Kvinder med menstruation var dog uvelkomne og ligeledes mænd af tvivlsom karakter. I tipien var der bl.a. et bål af virginsk poppel:247  til afbrænding af røgelse og også et bemalet bisonkranie.:246 
Med en skindhat med horn på hovedet og bemalet på det meste af sin næsten nøgne krop:246  bød ceremonimesteren pigen ind iført lændeklæde og skindkjole. Han belærte hende om familiens, lejrens og hendes fremtidig ægtemands forventninger til hende som en dydig Buffalo Woman. Hun fik besked på ikke længere at sidde med benene over kors foran sig som en mand eller dreng, men med samlede knæ og begge underben strakt ud til den samme side som en ærbar kvinde.:249  Ceremonimesteren lagde sig ned på alle fire og prøvede at bestige pigen, mens han brølede som en bisontyr i brunst. Pigens mor beskyttede hende med bundter af hellig bynke i hendes armhuler og lagt i skødet på hende.:250  Efter at have modstået tilnærmelserne tog pigen sin pigekjole af. Hun sad nu enten kun i sit lændeklæde,:251  eller hun tog en nysyet kjole på.:69 
Ceremonimesteren erklærede pigen for at være en Buffalo Woman efter at have malet hendes ansigt på en bestemt måde og bundet en ørnefjer i håret på hende.:251  Resten af livet kunne hun efter behag male sit ansigt som netop gjort af ceremonimesteren, så alle forstod, hun havde gennemført Buffalo ceremonien.:253  Moren tog lændeklædet af pigen, mens hun skærmede hende mod blikke.:252  Derpå blev pigen sendt ud af tipien, enten påklædt:69  eller til stor forvirring for hende uden en trævl på.:252  Faderen smed datterens lændeklæde væk udenfor lejren og lod alle forstå, at hun nu var en ung kvinde og at regne for en mulig hustru.:252 
Ceremonimesteren modtog en hest for at have styret ceremonien.:253  Familien udvekslede gaver med både de særligt inviterede og de øvrige i tipien,:244  inden alle deltog i et festmåltid af kogt hund.:253 